# Sabbie di Oleshky
Le sabbie di Oleshky (in ucraino Олешківські піски?; in russo Алешковские пески?, Aleškovskie peski) sono la più vasta distesa sabbiosa desertica dell'Ucraina e coprono una superficie di 161,2 km². Si trovano all'interno della costa ucraina del Mar Nero e consistono di dune sabbiose (dette localmente kuchuhury) che raggiungono altezze attorno ai cinque metri. Tra le dune si trovano sparse tracce di vegetazione.

## Caratteristiche
Il deserto di Oleshky è situato nel distretto amministrativo di Oleshky Raion, nell'Oblast' di Cherson, circa 30 km a est della città di Cherson. L'insediamento abitativo più vicino si trova a sette chilometri.
Prima dell'annessione russa del Khanato di Crimea alla fine del XVIII secolo, il territorio apparteneva alla popolazione nomade dell'Orda Nogai, e più specificamente all'orda Djambuilut. Non rimangono evidenze storiche di questo periodo.
Ai tempi dell'Unione Sovietica, il deserto veniva utilizzato per le esercitazioni di bombardamento aereo dall'aviazione militare del Patto di Varsavia. È pertanto possibile che vi siano ancora ordigni inesplosi.
Date le temperature registrate e il quantitativo annuo di precipitazioni, le sabbie di Oleshky vengono classificate anche come semi-deserto.
L'area, che ha un diametro di 15 km, è circondata da una foresta piantumata appositamente per prevenire l'erosione eolica. Il fatto di essere molto fitta, rende la foresta soggetta al rischio di frequenti incendi.
Nonostante le ridotte dimensioni dell'area desertica, nelle sabbie di Oleshky si verificano anche tempeste di sabbia. Sono favorite dalla tipologia della sabbia, che è molto fine e viene facilmente sollevata dal vento; si tratta tuttavia di tempeste piuttosto deboli.
Alla profondità di 300–400 m al di sotto delle sabbie, è presente un lago sotterraneo, che è una componente fondamentale dell'ambiente locale.